# 马耶和沙兹洛
马耶和沙兹洛（法語：Mailley-et-Chazelot，法語發音：[majɛ e ʃazlo]）是法国上索恩省的一个市镇，属于沃苏勒区。

## 地理
马耶和沙兹洛（47°32'11"N, 6°3'6"E）面积25.03 平方千米，位于法国勃艮第-弗朗什-孔泰大區上索恩省，该省份为法国东部内陆省份，北起顺时针与孚日省、贝尔福地区省、杜省、汝拉省、科多尔省和上马恩省接壤。
与马耶和沙兹洛接壤的市镇（或旧市镇、城区）包括：拜涅、丰德勒芒、格朗韦勒和勒佩勒诺、耶村、勒马尼奥赖、迈济耶尔、讷韦勒莱拉沙里泰、罗塞。

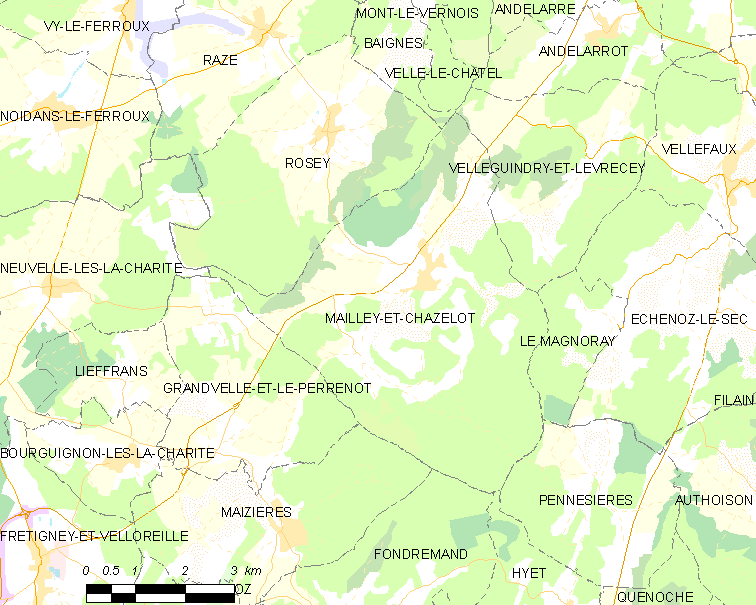
马耶和沙兹洛的OSM定位图

马耶和沙兹洛的时区为UTC+01:00、UTC+02:00（夏令时）。

## 行政
马耶和沙兹洛的邮政编码为70000，INSEE市镇编码为70324。

## 政治
马耶和沙兹洛所属的省级选区为索恩河畔塞和圣阿尔班县。

## 人口

1962-2008年间马耶和沙兹洛人口变化图示

马耶和沙兹洛于2022年1月1日时的人口数量为613人。